# Чандлер (Аризона)
Чандлер (англ. Chandler) — місто (англ. city) в США, в окрузі Марікопа штату Аризона. Населення — 275 987 осіб (2020).

## Географія
Чандлер розташований за координатами 33°16′58″ пн. ш. 111°51′18″ зх. д. / 33.28278° пн. ш. 111.85500° зх. д. (33.282874, -111.854943). За даними Бюро перепису населення США в 2010 році місто мало площу 167,12 км², з яких 166,83 км² — суходіл та 0,29 км² — водойми.

### Клімат
| Клімат : Чандлер             | Клімат : Чандлер | Клімат : Чандлер | Клімат : Чандлер | Клімат : Чандлер | Клімат : Чандлер | Клімат : Чандлер | Клімат : Чандлер | Клімат : Чандлер | Клімат : Чандлер | Клімат : Чандлер | Клімат : Чандлер | Клімат : Чандлер | Клімат : Чандлер |
| Показник                     | Січ.             | Лют.             | Бер.             | Квіт.            | Трав.            | Черв.            | Лип.             | Серп.            | Вер.             | Жовт.            | Лист.            | Груд.            | Рік              |
| Абсолютний максимум, °C      | 31,7             | 35,0             | 37,2             | 41,1             | 47,8             | 46,7             | 48,3             | 46,1             | 45,0             | 41,7             | 36,1             | 30,0             | 48,3             |
| Середній максимум, °C        | 19,4             | 21,7             | 25,0             | 29,4             | 34,4             | 40,0             | 41,1             | 40,0             | 37,2             | 31,7             | 23,9             | 19,4             | 30,3             |
| Середня температура, °C      | 12,2             | 14,4             | 17,2             | 21,1             | 25,6             | 30,6             | 33,3             | 32,2             | 29,4             | 23,3             | 16,1             | 12,2             | 22,4             |
| Середній мінімум, °C         | 5,0              | 7,2              | 9,4              | 12,2             | 16,1             | 21,1             | 25,0             | 24,4             | 21,1             | 15,0             | 8,3              | 4,4              | 14,2             |
| Абсолютний мінімум, °C       | −9,4             | −7,2             | −4,4             | −1,1             | 2,8              | 6,1              | 12,2             | 10,6             | 4,4              | −1,1             | −5,6             | −8,3             | −9,4             |
| Норма опадів, мм             | 26               | 26               | 30               | 8                | 4                | 2                | 23               | 29               | 23               | 21               | 20               | 25               | 234              |
| ---------------------------- | ---------------- | ---------------- | ---------------- | ---------------- | ---------------- | ---------------- | ---------------- | ---------------- | ---------------- | ---------------- | ---------------- | ---------------- | ---------------- |
| Джерело: The Weather Channel |                  |                  |                  |                  |                  |                  |                  |                  |                  |                  |                  |                  |                  |

## Демографія
Згідно з переписом 2010 року, у місті мешкали 236 123 особи в 86 924 домогосподарствах у складі 60 212 родин. Густота населення становила 1413 особи/км². Було 94404 помешкання (565/км²).
Расовий склад населення:
| - 73,3 % — білих - 8,2 % — азіатів - 4,8 % — чорних або афроамериканців - 1,5 % — корінних американців - 0,2 % — вихідців з тихоокеанських островів - 8,3 % — осіб інших рас |

До двох чи більше рас належало 3,7 %. Частка іспаномовних становила 21,9 % від усіх жителів.
За віковим діапазоном населення розподілялося таким чином: 27,6 % — особи молодші 18 років, 64,6 % — особи у віці 18—64 років, 7,8 % — особи у віці 65 років та старші. Медіана віку мешканця становила 34,1 року. На 100 осіб жіночої статі у місті припадало 96,5 чоловіків; на 100 жінок у віці від 18 років та старших — 93,4 чоловіків також старших 18 років.
Середній дохід на одне домашнє господарство становив 89 763 долари США (медіана — 72 695), а середній дохід на одну сім'ю — 101 631 долар (медіана — 84 761). Медіана доходів становила 57 943 долари для чоловіків та 43 909 доларів для жінок. За межею бідності перебувало 10,0 % осіб, у тому числі 13,7 % дітей у віці до 18 років та 7,0 % осіб у віці 65 років та старших.
Цивільне працевлаштоване населення становило 129 683 особи. Основні галузі зайнятості: освіта, охорона здоров'я та соціальна допомога — 20,1 %, виробництво — 12,8 %, науковці, спеціалісти, менеджери — 12,5 %.

## Уродженці
- Маккензі Пірс (* 1988) — американська модель і порноакторка.